# Pronume rezumtiv
În sintaxă, noțiunea de pronume rezumtiv are o interpretare mai largă și una mai restrânsă. În prima este un pronume ce reia o entitate sintactică exprimată înaintea lui în aceeași propoziție sau frază . În a doua este limitată la reluarea a doua oară a antecedentului (regentului) unei propoziții atributive.
În funcție de scopul reluării, de construcția în care se folosește și de limba considerată, pronumele rezumtiv poate fi obligatoriu, facultativ sau interzis din punctul de vedere al normelor varietății standard a limbii, ori este prezent numai într-o varietate non-standard, precum registrul de limbă popular.

## În limba română
În limba română standard, pronumele rezumtiv este obligatoriu sau facultativ în unele situații.

### Reluarea complementului direct
Complementul direct este reluat atunci când precede predicatul, fenomen prin care este scos în evindență, față de situația când este postpus.
Reluarea este obligatorie în unele cazuri:
- când CD este exprimat printr-un substantiv cu un determinant hotărât:

Cartea am citit-o;
Aceeași întrebare mi-am pus-o și eu;
Cele două caiete le-am pierdut;
- când este exprimat printr-un substantiv sau prin majoritatea pronumelor cu prepoziția pe:

Pe băiat l-am văzut;
Pe tine te aștept.
Facultativ, se reia CD exprimat prin:
- substantiv la singular, cu articol nehotărât:

Un exemplu (îl) oferă lucrarea…;
O dovadă (o) constituie faptul că…;
- pronumele demonstrative feminine cu valoare neutră:

Asta am văzut-(o);
Asta să nu (o) mai speri!

### Reluarea complementului indirect de atribuire
Reluarea acestui complement indirect (în cazul dativ) este obligatorie în marea majoritate a situațiilor, când este antepus predicatului, de altfel fiind și anticipat obligatoriu când este postpus, nefiind scos în evidență în acest caz. Poate fi exprimat prin:
- un substantiv: Mamei nu-i plăcea carnea, Școlii i se dă toată atenția, Unui om i s-au furat banii;
- un numeral: La doi dintre ei le-am dat avizul;
- unele pronume: Celorlalți nu le pasă.

Se reia și pronumele personal accentuat, când este folosit pentru scoaterea în evidență a persoanei: Vouă nu vă lipsește nimic.
Reluarea pronumelor (ori)cine, (ori)cât este facultativă:
Cui (îi) dai cartea?;
La câți (le) dai premii?

### Reluarea în propoziția atributivă
În propozițiile atributive introduse prin pe care (CD) și căruia/căreia/cărora (CI), este obligatorie reluarea acestor pronume:
Scrisoarea pe care am primit-o m-a alarmat;
Tânărul căruia i-am dat cheia este fiul meu.
Există și reluarea non-standard a antecedentului cu pronume personal în atributive introduse prin pronumele care folosit fără prepoziție:
omul care am vorbit cu el vs. omul cu care am vorbit;
băiatul care i-am trimis bani vs. băiatul căruia i-am trimis bani.

### Reluarea în propoziția interogativă
Regula pentru propoziția atributivă este valabilă și pentru întrebarea directă și indirectă care începe cu acest pronume sau adjectiv pronominal, inclusiv la acuzativ fără prepoziție, când se referă ca pronume la un inanimat:
Cărui coleg i-ai scris?;
Căruia i-ai scris?;
Pe care student îl recomanzi pentru postul de la bibliotecă?;
Pe care îl recomanzi?;
Care carte o cumperi?;
Pe care o cumperi?.

## În limba franceză
În franceză sunt mai multe cazuri de folosire a unui pronume rezumtiv decât în română.
În registrul elevat al limbii, în propoziția interogativă cu subiect exprimat prin substantiv sau un substitut al acestuia de persoana a treia, accentuat, acesta se reia prin pronume personal de persoana a treia de formă neaccentuată, după predicat sau verbul său auxiliar, ex. Votre père reviendra-t-il lundi ? „Tatăl vostru/dv. se va întoarce luni?” Are loc aceeași reluare, tot în registrul elevat, dacă propoziția enunțiativă începe cu anumiți modalizatori, ex. Peut-être/Sans doute, votre père reviendra-t-il lundi „Poate/Probabil tatăl vostru/dv. se va întoarce luni”.
În registrul curent, unul din modurile de a scoate în evidență subiectul este reluarea sa prin pronumele personal corespunzător lui, accentuat dacă este plasat la sfârșitul propoziției, neaccentuat dacă este imediat după subiect:
Votre mère le sait, elle „Mama voastră/dv. știe asta”;
Ta soeur, elle est merveilleuse „Sora ta e minunată”.
Tot așa se scoate în evidență și subiectul exprimat prin pronume personal: Moi, j’aurais dit ça ! sau J’aurais dit ça, moi ! „Eu am zis așa ceva?!”
În unele cazuri, subiectul este reluat cu un pronume demonstrativ cu valoare neutră:
La musique, c’est sa passion „Muzica e pasiunea sa”;
Les manipulations génétiques, cela demande une sérieuse réflexion (predicatul acordat cu pronumele) „Manipulările genetice cer o reflectare serioasă”.
Propoziția subiectivă se scoate în evidență prin plasare pe primul loc în frază și prin reluare tot cu un astfel de pronume: Que ce problème ne puisse pas être réglé en un jour, c’est normal ! „Că problema asta nu se poate rezolva într-o zi, e normal!”
Alte părți de propoziție se scot în evidență prin plasare la începutul propoziției și reluare prin ponume de mai multe feluri:
- CD exprimat prin substantiv determinat hotărât: Votre oncle, je l’ai connu au régiment „Pe unchiul dv. l-am cunoscut la regiment”[10];
- numele predicativ: Habiles, ils le sont tous „Îndemânatici sunt cu toții”[10];
- CD nume de inanimat determinat nehotărât: En Hollande au printemps, des tulipes, on en voit partout ! „În Olanda, primăvara, lalele se văd peste tot!”[11][13];
- CD exprimat prin verb la infinitiv: Danser la salsa, elle adore ça ! „Să danseze salsa îi place foarte mult!”[11].
- CI nume de persoană: Cette fille, Marie ne voyage jamais sans elle „Fără fata asta, Marie nu călătorește niciodată” (literal „Fata asta, Marie nu călătorește niciodată fără ea”)[14].

Procedeul se aplică și unor propoziții subordonate completive:
- CD: Qu’il devienne un bon instituteur, je le crois vraiment ! lit. „Că va deveni un bun institutor, cred cu adevărat!”;
- CI: Qu’il devienne un bon instituteur, j’en suis sûr ! „Că va deveni un bun institutor, sunt sigur!”;

Qu’il devienne un aussi bon instituteur, je ne m’y attendais pas ! „Să devină un institutor așa de bun, nu mă așteptam!”
În franceza standard există folosirea unui pronume rezumtiv în propoziția subiectivă sau completivă directă subordonată unei propoziții atributive. Fenomenul este puțin frecvent și limitat la atributiva introdusă prin pronumele relativ dont. Exemple:
un problème dont il est clair que nous y reviendrons „o problemă despre care este clar că vom reveni la ea”;
une difficulté dont Paul est certain qu’il la résoudra „o dificultate despre care Paul este sigur că o va rezolva”.
În schimb, în registrul popular, non-standard, astfel de construcții se întâlnesc frecvent, de exemplu:
la fille que je me suis assis à côté d’elle „fata care m-am pus lângă ea” vs. la fille à côté de laquelle je me suis assis „fata lângă care m-am așezat”;
le boucher que nous habitons chez lui „măcelaru’ care locuim la el” vs. le boucher chez qui nous habitons „măcelarul la care locuim”;
le prof que je lui ai parlé „profu’ care am vorbit cu el” vs. le professeur à qui j’ai parlé „profesorul cu care am vorbit”.

## În alte limbi
În limba italiană, ca în română și în franceză, este obligatorie reluarea cu un pronume personal a CD hotărât scos în evidență prin plasarea sa la începutul propoziției, ex. Piero, l’ho visto ieri „Pe Piero l-am văzut ieri”.
Este facultativă reluarea CI:
А Gianni, nоn (gli) ho detto niente „Lui Gianni nu i-am spus nimic”;
Delle sue esperienze nоn (nе) parla volentieri „Despre experiențele sale nu vorbește cu plăcere”.
Propozițiile subordonate CD se scot în evidență ca în franceză: Che fosse cosi sciocco, nоn lo avrei mai immaginato „Că e atât de prost, nu mi-aș fi închipuit niciodată”.
În limba spaniolă se întâlnește același mod de scoatere în evidență a CD hotărât ca în alte limbi romanice: Las vacaciones las pasaremos еn la montaña „Vacanța o vom petrece la munte”.
În limba engleză se folosesc de asemenea pronume personale rezumtive ce reiau CD hotărâte scoase în evidență prin punerea lor la începutul propoziției, de exemplu:
Mary, I know her „Pe Mary o cunosc”;
John, I like him „John îmi place”.
În această limbă, pronumele rezumtiv în atributivă este non-standard, de exemplu:
My son, God bless him, he married this girl which I like her „Fiul meu, Dumnezeul să-l binecuvânteze, s-a căsătorit cu fata asta care îmi place de ea” vs. … that girl whom I like „… cu fata asta, de care îmi place”;
He bought a house which he’ll move into it in June „A cumpărat o casă care o să se mute în ea în iunie” vs. He bought a house which he’ll move into in June lit. „… care o să se mute înăuntru în iunie”.
În limba ebraică modernă standard, pronumele rezumtiv este frecvent în propoziții atributive, în unele fiind facultativ, de exemplu în fraza corespunzătoare frazei românești „Iată rochia pe care am cumpărat-o” :
hine ha-simla še kaniti lit. „Uite rochia care am cumpărat” sau hine ha-simla še kaniti ota lit. „Uite rochia care am cumpărat pe ea”.
În limba idiș standard există de asemenea atributive cu pronume rezumtiv și fără asemenea pronume:
mentshn vos a shlang hot zey gebisn „oameni pe care i-a mușcat un șarpe” lit. „oameni care un șarpe a pe ei mușcat”;
di mayse vos ikh vel aykh dertseyln „povestea pe care am să v-o spun” lit. „povestea care eu voi vouă spune”.